# Бельцы (аэродром)
Аэродром Бельцы, также аэродром Бельцы-Тейосы — первый аэродром города Бельцы (Молдова), располагавшийся в межвоенный период в Румынии и во время Второй мировой войны в районе Тейосы, вдоль северо-восточного тогда будущего берега центрального городского озера, рядом с современной улицей Спортивной.

## История

### Межвоенный период
Впервые использовался в конце 1920-х — начале 1930-х годов в Королевстве Румыния как гражданская посадочная площадка. Здесь приземлялись небольшие самолёты с маршрутов Яссы — Бельцы — Бухарест (Potez, de Havilland). Это был первый гражданский аэродром Бельц.

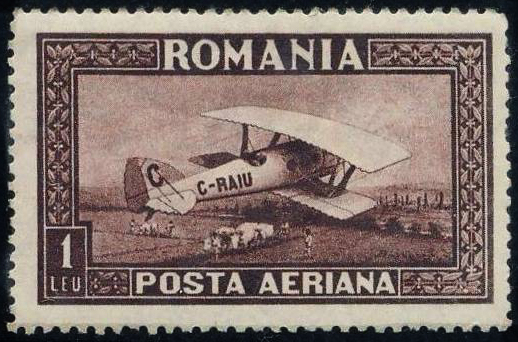
1928 почтовая марка

 1 июня 1922 года первый самолёт (de Havilland DH.9) начал дальний рейс 410 километров (250 миль): Бухарест — Галац — Кишинёв.

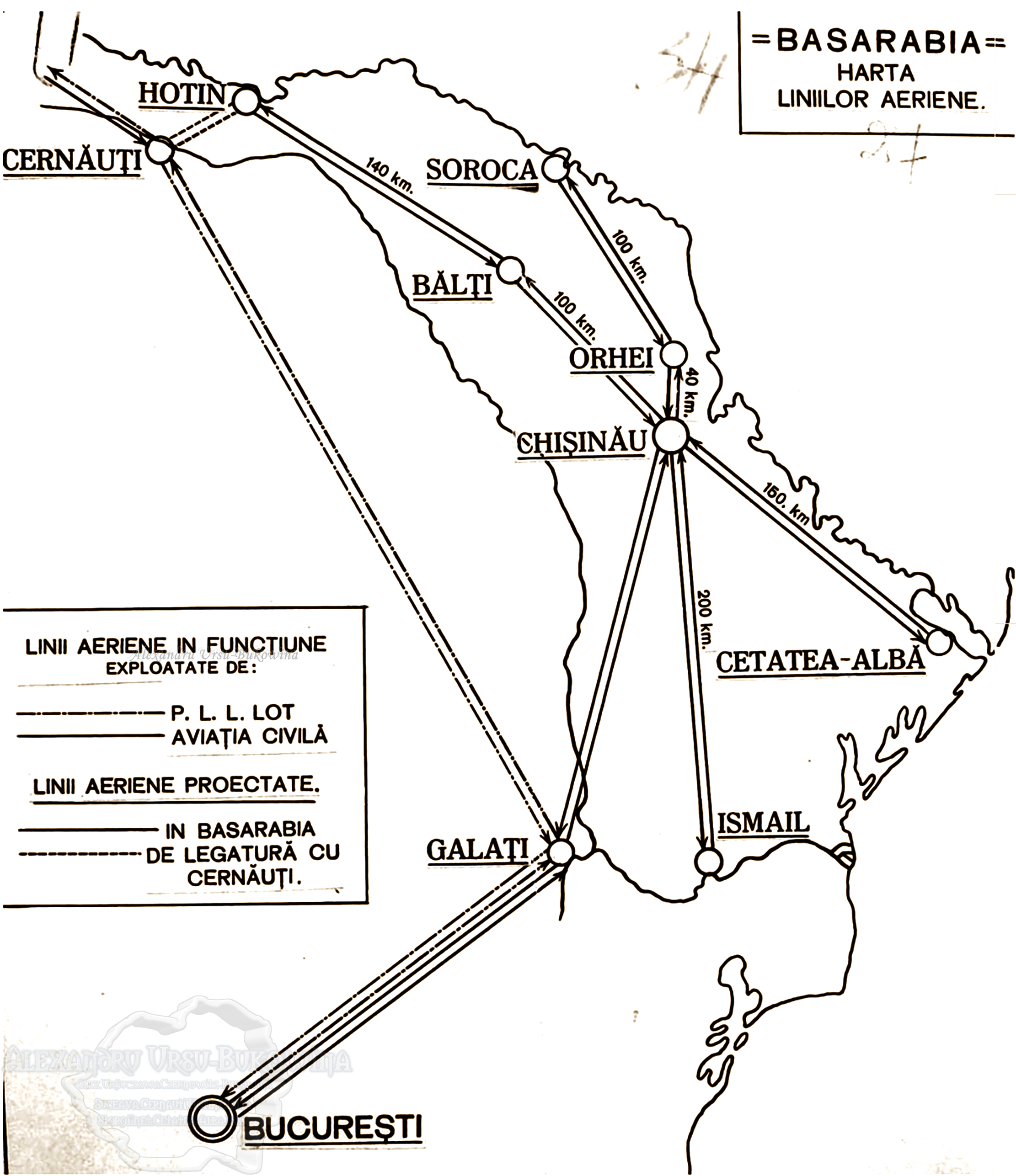
Карта пассажирских рейсов в Бессарабии периода Румынского Королевства

Первые пассажирские рейсы в Бельцы начались 24 июня 1926, на рейсе Бухарест-Галац-Кишинёв-Бельцы. Рейсы выполняла компания Compagnie Franco-Roumaine de Navigation Aérienne — CFRNA, позже называемая после реструктурации LARES и далее TAROM. Аэропорт находился в пригородном селе с Бельцами в Сингуренах вместе с аэродромом вдоль городского озера. 10-и местный самолёт Farman F.60 Goliath — F.168Bn4 на моторах Armstrong Siddeley Jaguar начал выполнять внутренние рейсы в мае 1928 по маршруту Бухарест-Галац-Кишинёв-Бельцы. В то время, самолёты использовались для перевозки пассажиров, газет и почты.
Первые регулярные коммерческие пассажирские рейсы планировались по маршруту из Бельц в Хотин и Кишинёв компанией CFRNA (LARES) в период между Первой и Второй мировыми войнами. Один из первых специальных пассажирских рейсов выполняемых в Бельцы был специальный рейс 28 октября (или 28 ноября) 1930 года организованный Администрацией Гражданской Авиации Румынии для того, чтобы выбрать подходящие земельные участки для аэродромов и для маркетинга гражданской авиации в широкие слои населения.
Что касается рейса Кишинёв — Бельцы — Хотин, остановка в северной столице Бессарабии в Бельцах была решена с учётом важности значения центра Бельц для северной части Бессарабии. Так, по словам доктора в праве Михаила Ташка, «расстояние в 240 км между Кишинёвом и Хотином должно было быть преодолено за один час и 40 минут, а обратный рейс — за три часа 20 минут. Взлёт из Кишинёва был запланирован на 6.10, а посадка в Бельцах была запрограммирована на 6.50. В Бельцах после 20-минутного перерыва в 7.10 самолёт вылетал в Хотин и прибывал в 8.10. Возвращение в Бельцы было установлено на 10:00, куда самолёт прибывал через час, то есть в 11 часов утра. Затем следовал перерыв в несколько часов, так как вылет в Кишинёв был запрограммирован в 18.00, а прибытие в Кишинёв — в 19.00. Для рейса Кишинёв — Бельцы — Хотин цена билета была: до Бельц 500 леев (100 км х 4 + 100) и от Бельц до Хотина 600 леев, в общей сложности — 1 100 леев. Стоимость рейса по полному маршруту составляла 4 071 леев».
В 1937 году был регулярный рейс по маршруту — Белгород-Днестровский — Кишинёв — Бельцы.
В 1940 году, LARES выполняла ежедневный рейс Бельцы — Кишинёв — Яссы — Галац  — Бухарест (номер рейса 2116).
В межвоенный период, Бельцы был связан с Бухарестом благодаря регулярным рейсам.

### Вторая мировая война
С 1940 года аэродром использовался советскими военно-воздушными силами для учебных полётов. После начала войны в 1941 году он перешёл под контроль румынских и немецких войск. Здесь базировались эскадрильи Люфтваффе, использовавшие площадку как аэродром подскока на линии фронта для основной базы на аэродроме Бельцы-Сингурены и аэродроме Бельцы-Город.
С весны 1944 года аэродром был вновь занят Красной армией, но вскоре перестал быть использованным для нужд авиации из-за использования основных аэродромов — Бельцы-Сингурены и Бельцы-Город.

## Современность
На месте бывшего аэродрома сегодня расположены жилые кварталы и спортивные объекты. Аэродром больше не существует как авиационный объект.